# 4398 Чіяра
4398 Чіяра (4398 Chiara) — астероїд головного поясу, відкритий 23 квітня 1984 року.
Тіссеранів параметр щодо Юпітера — 3,540.